# Kim Ithe
Kim Ithe (hangul: 김의태, RR: Kim Ui-tae; 1941. június 2. –) dél-koreai cselgáncsozó. Az 1964. évi nyári olimpiai játékokon középsúlyban bronzérmet szerzett. Az 1965-ös világbajnokságon szintén bronzérmes volt.

## Olimpiai szereplése
| Versenyző              | Versenyszám | Csoportkör                                                                        | Csoportkör | Negyeddöntő                | Elődöntő              | Döntő             | Helyezés |
| Versenyző              | Versenyszám | Ellenfél Eredmény                                                                 | Hely.      | Ellenfél Eredmény          | Ellenfél Eredmény     | Ellenfél Eredmény | Helyezés |
| ---------------------- | ----------- | --------------------------------------------------------------------------------- | ---------- | -------------------------- | --------------------- | ----------------- | -------- |
| Kim Ithe (Kim Eui-tae) | Középsúly   | 6. csoport · Huang Csin-csun (Huáng Jīn-chūn) (ROC) · GY · Lê Bả Thành (VIE) · GY | 1.         | Lhofei Shiozawa (BRA) · GY | Okano Iszao (JPN) · V | kiesett           |          |